# Заречное (Ореховский район)
Заречное (укр. Зарічне) — посёлок,
Димитровский сельский совет,
Запорожский район,
Запорожская область,
Украина.
До 2016 года посёлок носил название Димитрово (укр. Димитрове).
Код КОАТУУ — 2323981301. Население по переписи 2001 года составляло 1713 человек.
Является административным центром Димитровского сельского совета, в который, кроме того, входит село
Жёлтенькое.

## Географическое положение
Посёлок Заречное находится на левом берегу реки Конка,
выше по течению на расстоянии в 4,5 км расположено село Юрковка,
ниже по течению на расстоянии в 4,5 км расположено село Камышеваха,
на противоположном берегу — село Жёлтенькое.

## История
- 1932 год — дата основания.
- 3 ноября 2023 года российские войска нанесли удар ракетой «Искандер-М» по военнослужащим украинской 128-й отдельной горно-штурмовой Закарпатской бригады, построившимся для участия в церемонии награждения. В результате удара, по разным данным, погибло от 19 до 28 человек[3].

## Экономика
- Птицефабрика «Прилуцкого»
- СФГ «Маяк»
- Агрофирма «Непочатов и Ко»
- СФГ «ЮМО и Ко»

## Объекты социальной сферы
- Гимназия I—II ст.
- Детский сад «Солнышко»
- Семейная амбулатория
- Дом культуры
- Сельская библиотека